# Moncalvo (montaña)

El Moncalvo, con sus 2.044 m, es una de las cumbres de la sierra Segundera, en los montes de León del macizo Galaico-Leonés.
Se encuentra en el municipio español de Porto, perteneciente a la provincia de Zamora y a la comunidad autónoma de Castilla y León. En su cima se encuentra situado un vértice geodésico de la Red Geodésica Nacional española.

## Situación
Se encuentra situado en la parte más elevada de la sierra Segundera, rodeada de terrenos de pasto, a unos 6 km al sur de Peña Trevinca y en las proximidades de la laguna de Lacillo y de las lagunas de Herbosas.

## Accesos

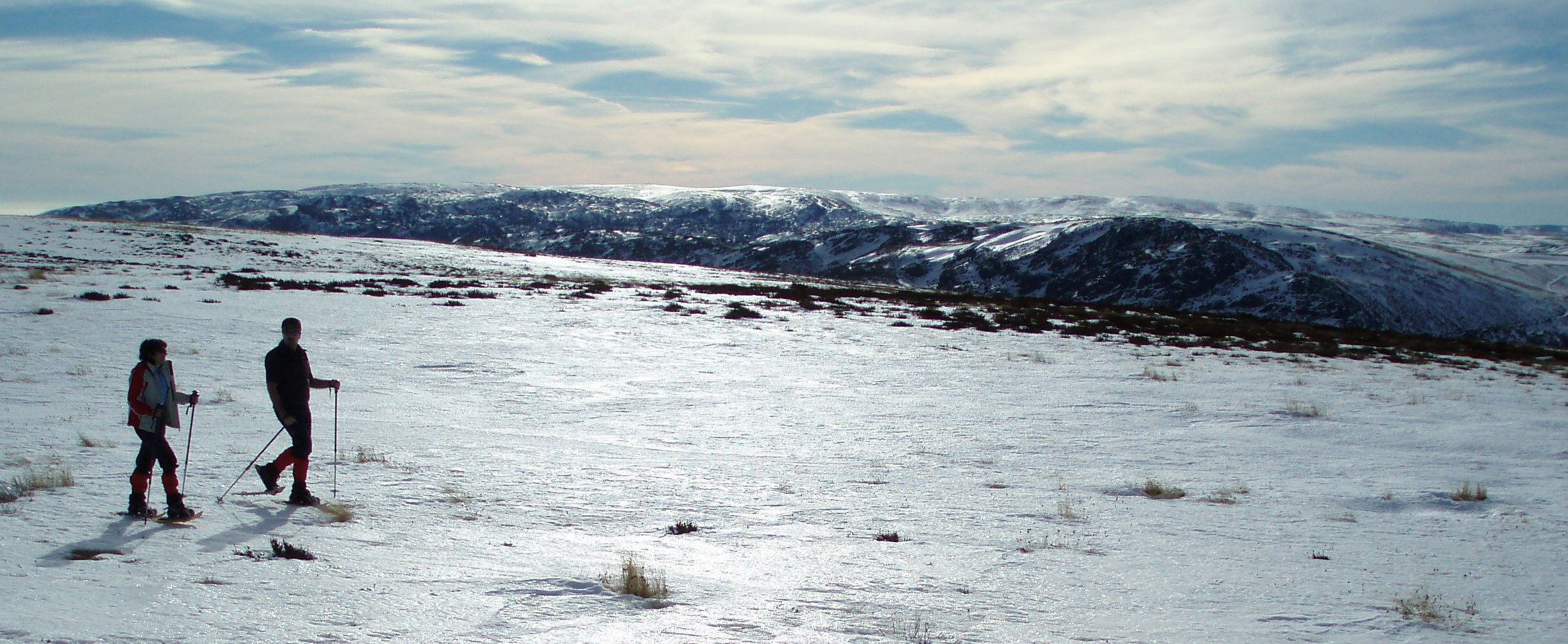
El Moncalvo, con sus 2.044 m, es una de las cumbres de la sierra Segundera, en los montes de León del macizo Galaico-Leonés.

Desde Porto por la carretera hacia la N-525 y que empalma en el km 418,9. Una vez recorridos 1,2 km se entra, sólo en vehículo todo terreno, a la izquierda, por la pista de tierra que tiene indicador a las presas de Valdesirga y Moncabril. A los 3 km la pista se bifurca, por lo que se continúa por la izquierda. Recorridos 8,1 km se deja un camino a la derecha, a los 10,1 km se pasa junto a la presa Segundera y a los 12,2 km por la de laguna Pequeña. Se sigue, llegando a los 14,7 km a la presa de Laguna Cárdena, donde hay un refugio de Comporteros, de la presa de Unión Eléctrica Madrileña y a los 16,8 km por la de Barrancones, que se pasa por su parte inferior. A los 16,9 km la pista se bifurca, se sigue a la izquierda y a los 21 km se llega a la majada de pastores de San Justo; se continúa, en tiempo seco, con el vehículo monte a través hasta la cumbre.